# 宥快
宥快（ゆうかい、興国6年/貞和元年（1345年）- 応永23年7月17日（1416年8月10日））は、南北朝時代から室町時代中期にかけての真言宗の学僧。父は藤原実光とされるが定かではない。字は性厳。京都の出身。
19歳で高野山に上り宝性院信弘について密教を学び、1374年（応安7年・文中3年）師の跡を継いで宝性院の院主となった。さらに山城国山科安祥寺の興雅に師事して安祥寺流を受け、高野山における密教の学問（事相）を大成した。宥快の学派は宝門と呼ばれ、長覚の寿門と高野山の密教学を二分し、真言宗内では根来寺の頼瑜や東寺の杲宝と並び称された。
密教の一派「立川流」を批判した書、『宝鏡鈔』を著したことでも知られる。

## 著書
- 『大日経疏鈔』
- 『大日経主異義事』
- 『大日経伝授鈔』
- 『大疏文字読』
- 『大疏口伝鈔』
- 『大疏鉄塔相承之事』
- 『奧疏大事』
- 『金剛頂経開題鈔』
- 『釈摩訶衍論鈔』
- 『菩提心論引音』
- 『秘蔵記伝授鈔』
- 『梵網経開題聞書』
- 『般若心経秘鍵鈔』
- 『般若心経秘鍵信力鈔』
- 『秘鍵伊路波聞書』
- 『秘藏寶鑰鈔』
- 『十住心論義林』
- 『吽字義命息鈔』
- 『二教論鈔』
- 『二教論興國鈔』
- 『即身義鈔』
- 『声字実相義研心鈔』
- 『悉曇字記聞書』
- 『御遺告裏書』
- 『宗義決択集』
- 『知自心鈔』
- 『中院流四度口伝』
- 『中院流事』
- 『中院流大事聞書』
- 『十八道加行聞書（安祥寺流）』
- 『十八道勘文』
- 『東寺真言宗血脈』
- 『宝鏡鈔』
- 『立河聖教目錄』